# Calyptrogenia cuspidata
Calyptrogenia cuspidata är en myrtenväxtart som beskrevs av Brother Alain. Calyptrogenia cuspidata ingår i släktet Calyptrogenia och familjen myrtenväxter. Inga underarter finns listade i Catalogue of Life.